# Oeiras Open 2024
Die Oeiras Open 2024 waren ein Tennisturnier der WTA Challenger Series 2024 für Damen und ein Tennisturnier der ATP Challenger Tour 2024 für Herren in Oeiras. Die Turniere fanden parallel vom 15. bis 21. April 2024 statt.

## Damenturnier
→ Qualifikation: Oeiras Ladies Open 2024/Qualifikation